# 네드 본
네드 본(Ned Vaughn, 1964년 11월 20일 ~ )은 미국의 배우이다.
헌츠빌에서 태어났다.

## 출연 작품
- 더 베스트 오브 에너미즈 (2019년)
- 파츠 퍼 빌리언 (2014년)
- 부코스키 (2013년)
- 써로게이트 (2009년)
- 프로스트 VS 닉슨 (2008년)
- 할로드 그라운드 (2007년)
- 커맨더 인 치프 (2005년)
- 클라임 (2002년) - 마이클 역
- 에디 머피의 라이프 (1999년) - 영 셔리프 파이크 역
- 더 플라이트 (1998년)
- 나이트스크림 (1997년)
- 파이널 K2 (1997년)
- 커리지 언더 파이어 (1996년)
- 터스키기 에어맨 (1995년)
- 악연의 사슬 (1995년)
- 도박사 5 (1994년)
- 배반의 성 (1994년)
- 바람과 야망 (1992년) - 찰리 무어 역
- 칩스, 더 워 도그 (1990, Chips, the War Dog)
- 붉은 10월 (1990년)
- 빌리 더 키드 (1989년)
- 굿바이, 미스 4th 오브 줄라이 (1988년)
- 특명 24시 (1988년)